# Spitzblättriges Schönschnabelmoos

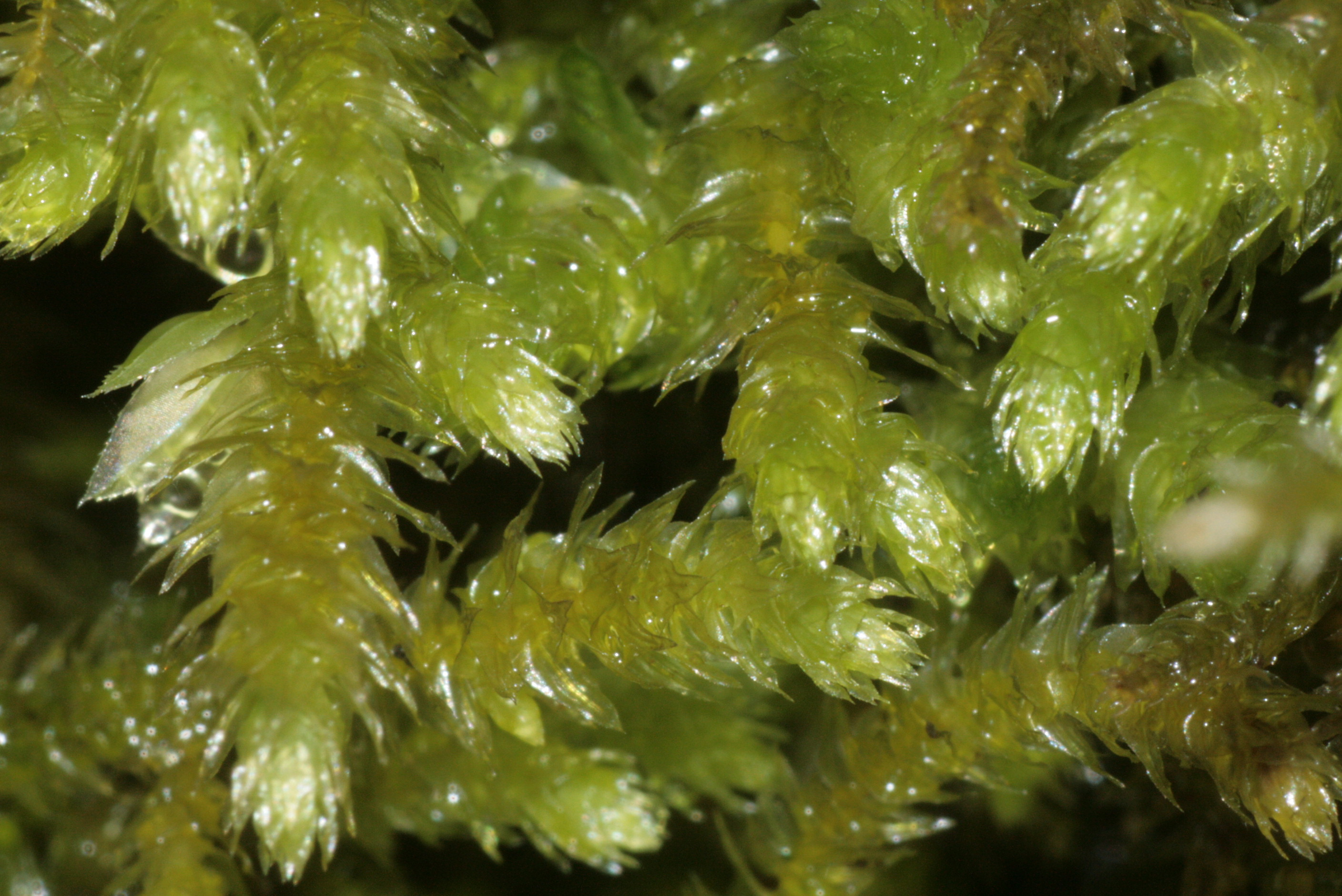
Nahansicht

Das Spitzblättrige Schönschnabelmoos (Eurhynchium striatum) ist ein pleurokarpes Laubmoos aus der Familie Brachytheciaceae.

## Merkmale
Diese Moosart bildet bis über 5 Zentimeter hohe, lockere, grüne, glänzende und oft recht ausgedehnte Rasen. Die kräftigen Pflanzen sind häufig bäumchenförmig verzweigt, einzelne Äste oft flagellenartig verlängert. Stämmchenblätter sind um 2 Millimeter lang, sparrig abstehend, aus breit eiförmigem Grund in eine scharfe Spitze verschmälert, längsfaltig, mit flachen oder unten schmal umgerollten und ringsum gesägten Rändern. Die Blätter sind etwa 1,3 bis 2 Mal so lang als breit und in der Blattspitze weisen die Blattränder einen Winkel von 15 bis 45 Grad auf. Astblätter sind etwas kleiner und schmaler, etwa 1,5 bis 1,8 Millimeter lang, eilanzettlich und allmählich zugespitzt. Alle Blätter haben eine einfache Rippe bis etwa 3/4 der Blattlänge, wobei das Ende der Rippe meist auf der Blattrückseite als Dorn austritt. Die Blattzellen sind in der Blattmitte linealisch und dünnwandig, am Blattgrund kürzer, etwas breiter, mäßig dickwandig und getüpfelt; die Blattflügelzellen sind rechteckig.
Das Moos ist diözisch und fruchtet mäßig häufig, wobei die Sporenreife über das ganze Jahr verteilt, jedoch schwerpunktmäßig im Winterhalbjahr erfolgt. Der Sporophyt besitzt eine rote, glatte Seta, die zirka 2,5 Zentimeter lang wird und eine geneigte bis horizontale, gekrümmte, zylindrische Sporenkapsel trägt. Die Sporen sind fein gekörnelt und 11 bis 14 µm groß.

## Vorkommen und Verbreitung
Das Spitzblättrige Schönschnabelmoos wächst an schattigen, frischen oder feuchten, basischen Standorten vorwiegend auf Waldboden von nährstoffreicheren Laubwäldern, des Weiteren auf morschem Holz, an Stammbasen sowie auf Steinen und Mauern. 
In Mitteleuropa ist es von der Ebene bis in die unteren Bergwälder allgemein verbreitet und häufig. Die Gesamtverbreitung umfasst Europa, Asien und Nordafrika.

## Ähnliche nahe verwandte Art
Das Spitzblättrige Schönschnabelmoos ähnelt dem nahe verwandten Stumpfblättrigen Schönschnabelmoos (Eurhynchium angustirete), das in der Ebene selten und hauptsächlich in der montanen Höhenstufe verbreitet ist. Das Spitzblättrige Schönschnabelmoos unterscheidet sich von jener Art durch die längeren und schmaler zugespitzten Stämmchenblätter.